# Aleksandr Privalov
Aleksandr Privalov (ryska: Александр Васильевич Привалов), född 6 augusti 1933 i Solnetjnogorsk i Moskva oblast, död 19 maj 2021, var en sovjetisk skidskytt med framgångar i början av 1960-talet.
Privalov deltog vid de första skidskyttetävlingarna i olympiska vinterspelen i Squaw Valley 1960. På distansloppet vid spelen tog han brons. Vid olympiska spelen i Innsbruck fyra år senare tog han silver på samma disciplin. Vid världsmästerskapen i skidskytte i Umeå 1961 så vann han dubbla silver i de samtliga två discipliner som utövades vid mästerskapet, stafett och distans. Medaljen i stafett är dock inofficiellt. 
Privalov har även vunnit fem guld i de sovjetska mästerskapen i skidskytte, fyra i distans och ett i stafett.